# مستقبل دوبامين D4
مستقبل الدوبامين D4 هو مستقبل مماثل لـD2 مقترن بالبروتين ج يشفر بواسطة الجين DRD4 في الكروموسوم 11 في الموقع 11p15.5.
كما هو الحال لدى مستقبلات الدوبامين الفرعية الأخرى، ينشَّط المستقبل D4 بواسطة الناقل العصبي دوبامين، وله صلة بالعديد من الحالات النفسية والعصبية  بما في ذلك الفصام والاضطراب ثنائي القطب، اضطراب نقص الانتباه مع فرط النشاط، السلوكات المسببة للإدمان، مرض باركنسون، واضطرابات الأكل مثل القهم العصبي.
كما أنه هدف للأدوية التي تعالج الفصام ومرض باركنسون. يعتبر المستقبل D4 مماثل للمستقبل D2 والذي يثبط محلقة الأدينيلات عندما يتم تنشيطه، وبذلك يخفض التركيز داخل الخلوي من الرسول الثاني أحادي فوسفات الأدينوسين الحلقي.
تم الإبلاغ مؤخرا عن بنية DRD4 في مركب مع الدواء المضاد للذهان نيمونابريد.